# Argyrodes
Argyrodes är ett släkte av spindlar. Argyrodes ingår i familjen klotspindlar.

## Bildgalleri

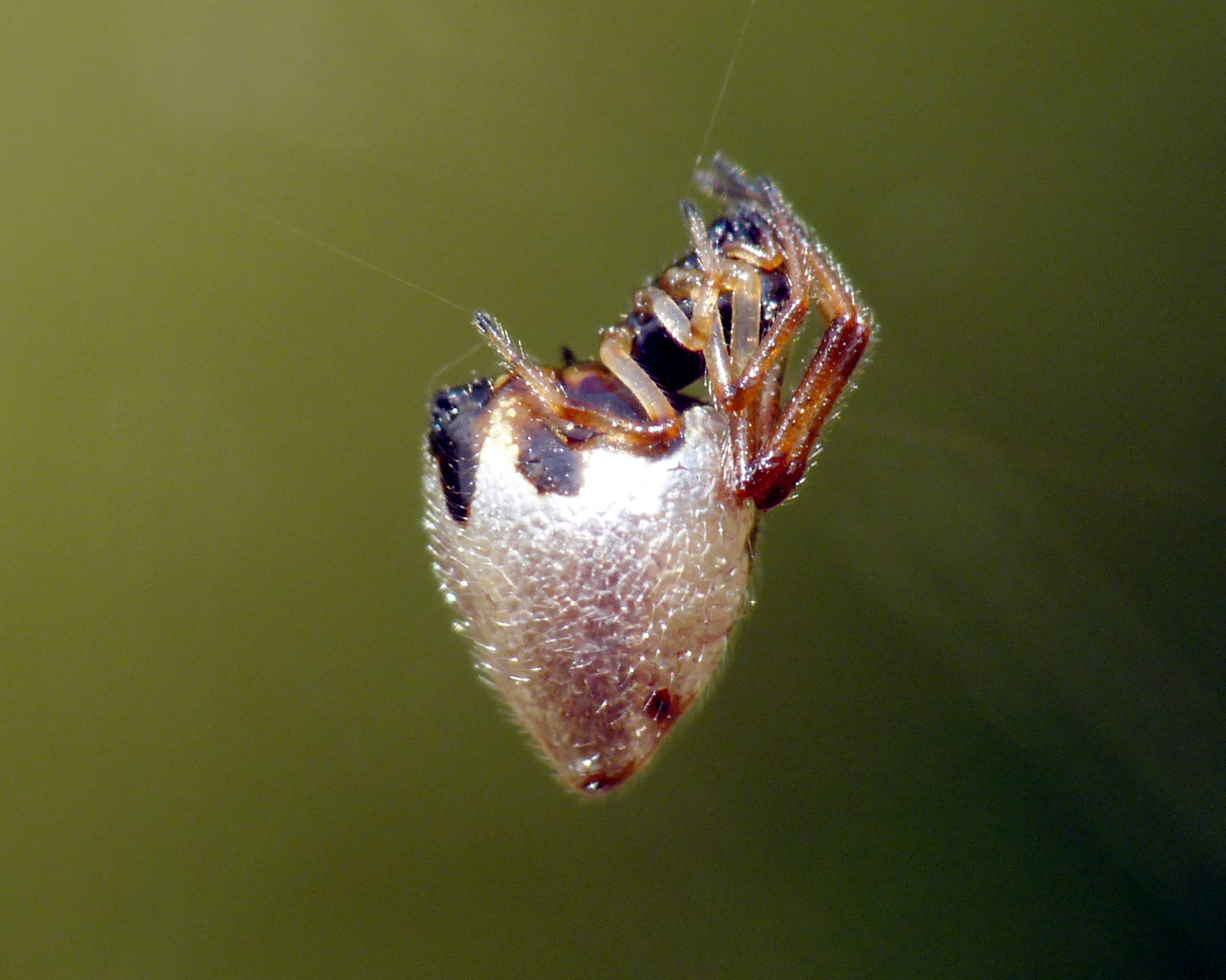
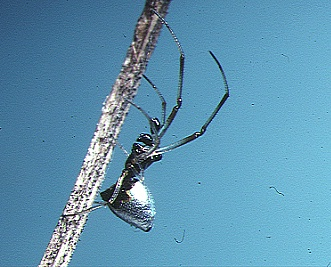
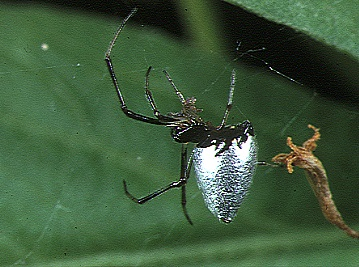
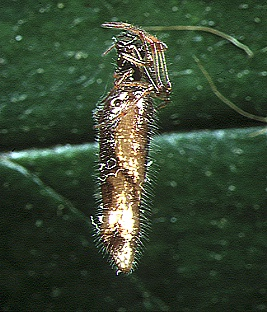
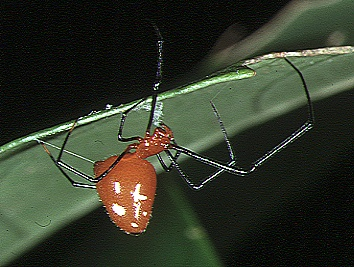
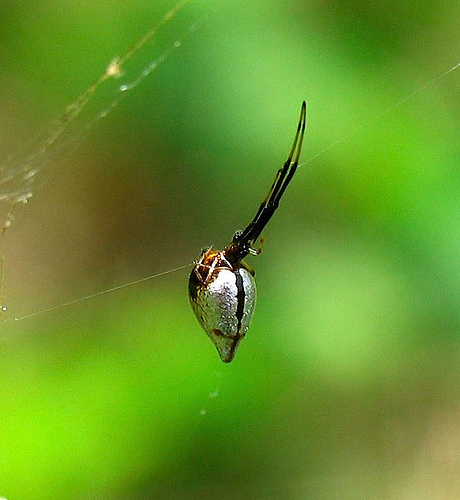

## Dottertaxa tillArgyrodes, i alfabetisk ordning[1]
- Argyrodes abscissus
- Argyrodes alannae
- Argyrodes ambalikae
- Argyrodes amboinensis
- Argyrodes andamanensis
- Argyrodes antipodianus
- Argyrodes apiculatus
- Argyrodes argentatus
- Argyrodes argyrodes
- Argyrodes atriapicatus
- Argyrodes bandanus
- Argyrodes benedicti
- Argyrodes binotatus
- Argyrodes bonadea
- Argyrodes borbonicus
- Argyrodes callipygus
- Argyrodes calmettei
- Argyrodes chionus
- Argyrodes chiriatapuensis
- Argyrodes coactatus
- Argyrodes cognatus
- Argyrodes convivans
- Argyrodes cylindratus
- Argyrodes cyrtophorae
- Argyrodes delicatulus
- Argyrodes dipali
- Argyrodes elevatus
- Argyrodes exlineae
- Argyrodes fasciatus
- Argyrodes fissifrons
- Argyrodes fissifrontellus
- Argyrodes flavescens
- Argyrodes flavipes
- Argyrodes fragilis
- Argyrodes gazedes
- Argyrodes gazingensis
- Argyrodes gemmatus
- Argyrodes gouri
- Argyrodes gracilis
- Argyrodes hawaiiensis
- Argyrodes huangsangensis
- Argyrodes incertus
- Argyrodes incisifrons
- Argyrodes incursus
- Argyrodes insectus
- Argyrodes jamkhedes
- Argyrodes kratochvili
- Argyrodes kualensis
- Argyrodes kulczynskii
- Argyrodes kumadai
- Argyrodes lanyuensis
- Argyrodes lepidus
- Argyrodes levuca
- Argyrodes lucmae
- Argyrodes maculiger
- Argyrodes margaritarius
- Argyrodes mellissi
- Argyrodes mertoni
- Argyrodes meus
- Argyrodes miltosus
- Argyrodes minax
- Argyrodes miniaceus
- Argyrodes modestus
- Argyrodes nasutus
- Argyrodes neocaledonicus
- Argyrodes nephilae
- Argyrodes parcestellatus
- Argyrodes pluto
- Argyrodes praeacutus
- Argyrodes projeles
- Argyrodes rainbowi
- Argyrodes reticola
- Argyrodes rhomboides
- Argyrodes rostratus
- Argyrodes samoënsis
- Argyrodes scapulatus
- Argyrodes scintillulanus
- Argyrodes sextuberculosus
- Argyrodes strandi
- Argyrodes stridulator
- Argyrodes sublimis
- Argyrodes sundaicus
- Argyrodes tenuis
- Argyrodes tripunctatus
- Argyrodes unimaculatus
- Argyrodes vatovae
- Argyrodes weyrauchi
- Argyrodes viridis
- Argyrodes vittatus
- Argyrodes wolfi
- Argyrodes yunnanensis
- Argyrodes zhui
- Argyrodes zonatus